# شارمن ريد
شارمن ريد (بالإنجليزية: Charmaine Reid) هي لاعبة كرة الريشة كندية، ولدت في 3 نوفمبر 1973 في نياجارا فولز في كندا.

## وصلات خارجية
- شارمن ريد على موقع BWF.tournamentsoftware.com (الإنجليزية)
- شارمن ريد على موقع BWFbadminton.com (الإنجليزية)
- شارمن ريد على موقع اللجنة الأولمبية الدولية (الإنجليزية)
- شارمن ريد على موقع أوليمبيديا (الإنجليزية)
- شارمن ريد على موقع اللجنة الأولمبية الكندية (الإنجليزية)
- شارمن ريد على موقع اتحاد ألعاب الكومنولث (مؤرشف) (الإنجليزية)
- شارمن ريد على موقع دورة ألعاب الكومنولث 2006 (مؤرشف) (الإنجليزية)